# هریتج لیک (ایندیانا)
هریتج لیک (به انگلیسی: Heritage Lake) یک منطقهٔ مسکونی در ایالات متحده آمریکا است که در ایندیانا واقع شده‌است. هریتج لیک ۲٬۸۸۰ نفر جمعیت دارد و ۲۶۲ متر بالاتر از سطح دریا واقع شده‌است.